# Илиган
Илиган — опустевший посёлок в Рыбинском районе Красноярского края, входит в состав Успенского сельсовета.

## География
Посёлок находится у одноимённого остановочного пункта Красноярской железной дороги, на расстоянии примерно 7 км (по прямой) к юго-западу от города Заозёрный, административного центра района.

### Климат
Климат резко континентальный. Зима суровая, средние температуры января составляют −19—21 °С, критические — от −45 до −52 °С. Лето преимущественно жаркое, солнечное, со средними температурами июля +19—25 °С, максимальные: +34—38 °С.

## Население
| 1989 | 2002 | 2010 |
| ---- | ---- | ---- |
| 36   | ↘13  | ↘0   |

### Национальный состав
Согласно результатам переписи 2002 года, в национальной структуре населения русские составляли 77 % из 13 чел.